# Fußballclub Carl Zeiss Jena 1999-2000
Questa voce raccoglie le informazioni riguardanti il Fußballclub Carl Zeiss Jena nelle competizioni ufficiali della stagione 1999-2000.

## Stagione
Nella stagione 1999-2000 il Carl Zeiss Jena, allenato da Thomas Gerstner e Slavko Petrović, concluse il campionato di Regionalliga nordest al 4º posto. In Coppa di Germania il Carl Zeiss Jena fu eliminato al primo turno dal Greuther Fürth.

## Rosa
| N. |                       | Ruolo | Calciatore        |
| -- | --------------------- | ----- | ----------------- |
| 11 | Serbia (bandiera)     | A     | Aleksandar Jović  |
|    | Germania (bandiera)   | P     | Axel Keller       |
|    | Germania (bandiera)   | P     | Jens Weißgärber   |
|    | Germania (bandiera)   | D     | Tino Findeisen    |
|    | Germania (bandiera)   | D     | Tobias Friedrich  |
|    | Germania (bandiera)   | D     | Stefan Kaschuba   |
|    | Polonia (bandiera)    | D     | Krzysztof Kowalik |
|    | Germania (bandiera)   | D     | Eric Noll         |
|    | Montenegro (bandiera) | D     | Dejan Raičković   |
|    | Germania (bandiera)   | D     | Frank Schön       |
|    | Germania (bandiera)   | C     | Sebastian Barich  |
|    | Germania (bandiera)   | C     | Frank Berger      |
|    | Rep. Ceca (bandiera)  | C     | Roman Hanuš       |
|    | Germania (bandiera)   | C     | Sebastian Hartung |
|    | Germania (bandiera)   | C     | Christian Hauser  |

| N. |                        | Ruolo | Calciatore          |
| -- | ---------------------- | ----- | ------------------- |
|    | Germania (bandiera)    | C     | Dirk Hempel         |
|    | Germania (bandiera)    | C     | Sven Kaiser         |
|    | Slovacchia (bandiera)  | C     | Roman Pivarník      |
|    | Germania (bandiera)    | C     | Nico Quade          |
|    | Lituania (bandiera)    | C     | Gediminas Sugzda    |
|    | Germania (bandiera)    | C     | Stefan Treitl       |
|    | Polonia (bandiera)     | A     | Krzystof Benedyk    |
|    | Polonia (bandiera)     | A     | Tomasz Jaworek      |
|    | Germania (bandiera)    | A     | Holger Lischke      |
|    | Stati Uniti (bandiera) | A     | Michael Mason       |
|    | Germania (bandiera)    | A     | Thomas Nowacki      |
|    | Germania (bandiera)    | A     | Jörg Nowotny        |
|    | Russia (bandiera)      | A     | Mikhail Rusayev     |
|    | Germania (bandiera)    | A     | Andreas Schwesinger |
|    | Germania (bandiera)    | A     | Heiko Weber         |

## Organigramma societario
Area tecnica
- Allenatore: Slavko Petrović
- Allenatore in seconda:
- Preparatore dei portieri:
- Preparatori atletici:
- Analisi video:

## Calciomercato

### Sessione estiva
| Acquisti | Acquisti        | Acquisti           | Acquisti |
| R.       | Nome            | da                 | Modalità |
| -------- | --------------- | ------------------ | -------- |
| A        | Sascha Fröhner  | Alkī Larnaca       |          |
| C        | Roman Hanuš     | Homburg            |          |
| A        | Tomasz Jaworek  | Homburg            |          |
| A        | Holger Lischke  | Sachsen Lipsia     |          |
| C        | Roman Pivarník  | Bnei Yehuda        |          |
| C        | Nico Quade      | Carl Zeiss Jena II |          |
| D        | Dejan Raičković | TeBe Berlino       |          |
| C        | Stefan Treitl   | Rot-Weiß Erfurt    |          |
| A        | Heiko Weber     | Preußen Münster    |          |

| Cessioni | Cessioni         | Cessioni          | Cessioni |
| R.       | Nome             | a                 | Modalità |
| -------- | ---------------- | ----------------- | -------- |
| C        | Frank Berger     | VfL Halle 1896    |          |
| A        | Christian Müller | Chemnitz          |          |
| D        | Carsten Sänger   | Rot-Weiß Erfurt   |          |
| C        | Carsten Sträßer  | Hertha Berlino II |          |
| D        | Matthias Wentzel | Sachsen Lipsia    |          |

### Sessione invernale
| Acquisti | Acquisti         | Acquisti          | Acquisti |
| R.       | Nome             | da                | Modalità |
| -------- | ---------------- | ----------------- | -------- |
| D        | Frank Schön      | Gütersloh         |          |
| A        | Michael Mason    | Gütersloh         |          |
| A        | Aleksandar Jović | Kickers Offenbach |          |
| C        | Gediminas Sugzda | Rot-Weiß Erfurt   |          |

| Cessioni | Cessioni        | Cessioni      | Cessioni |
| R.       | Nome            | a             | Modalità |
| -------- | --------------- | ------------- | -------- |
| A        | Sascha Fröhner  | Würzburg      |          |
| C        | Thomas Gerstner | Dinamo Dresda |          |

## Risultati

### Regionalliga nordest

#### Girone di andata
| Arbitro: | Wendorf |

|                |           |          |
| Kretschmer 29’ | Marcatori | 6’ Hanuš |

| Arbitro: | Zschoke |

|             |           |                |
| Rusayev 27’ | Marcatori | 35’ Westendorf |

| Arbitro: | Sax |

|                    |           |  |
| Rusayev 90’ (aut.) | Marcatori |  |

| Jena 25 agosto 1999, ore 19:00 CEST 4ª giornata | Carl Zeiss Jena | 0 – 0 referto | Sachsen Lipsia | Ernst-Abbe-Sportfeld (3 580 spett.)\| Arbitro: \| Sturm \| |
| Arbitro:                                        | Sturm           |               |                |                                                            |

| Arbitro: | Ruzik |

|              |           |             |
| Krasselt 30’ | Marcatori | 23’ Rusayev |

| Arbitro: | Sather |

|                        |           |              |
| Weber 42’ Pivarník 79’ | Marcatori | 43’ Grempler |

| Arbitro: | Gräfe |

|           |           |                               |
| Binke 35’ | Marcatori | 77’ (rig.) Rusayev 89’ Hauser |

| Arbitro: | Binkowski |

|           |           |                        |
| Weber 84’ | Marcatori | 45’ Slezák 85’ Küntzel |

| Arbitro: | Bley |

|  |           |             |
|  | Marcatori | 84’ Persich |

| Arbitro: | Ranft |

|                         |           |              |
| Unton 11’ Pawłuszek 41’ | Marcatori | 90’ Marković |

| Arbitro: | Melms |

|            |           |          |
| Treitl 31’ | Marcatori | 9’ Günes |

| Arbitro: | Heynemann |

|                       |           |                    |
| Maglica 5’ Sánchez 9’ | Marcatori | 46’ (aut.) Hoßmang |

| Arbitro: | Scheibel |

|                        |           |                     |
| Rusayev 60’ Hempel 76’ | Marcatori | 81’ Jülich 90’ Rose |

| Arbitro: | Reck |

|                                    |           |            |
| Pantios 33’, 79’ Treitl 45’ (aut.) | Marcatori | 83’ Treitl |

| Arbitro: | Bley |

|                            |           |                   |
| Treitl 6’ Rusayev 22’, 43’ | Marcatori | 10’, 20’ Sandmann |

| Arbitro: | Fröhlich |

|  |           |                        |
|  | Marcatori | 17’ Rusayev 90’ Hempel |

| Arbitro: | Kruse |

|             |           |                 |
| Nowotny 41’ | Marcatori | 75’ Valentinčič |

#### Girone di ritorno
| Arbitro: | Schößling |

|                                   |           |                |
| Sugzda 12’ Lischke 16’ Hauser 42’ | Marcatori | 40’ Kretschmer |

| Arbitro: | Voigt |

|  |           |                                                      |
|  | Marcatori | 3’, 62’ Hauser 39’ Nowotny 65’ Sugzda 68’, 79’ Jović |

| Arbitro: | Melms |

|                           |           |  |
| Nowotny 7’ Jović 37’, 54’ | Marcatori |  |

| Arbitro: | Heynemann |

|  |           |          |
|  | Marcatori | 4’ Mason |

| Jena 21 marzo 2000, ore 19:00 CET 22ª giornata | Carl Zeiss Jena | 0 – 0 referto | Plauen | Ernst-Abbe-Sportfeld (4 520 spett.)\| Arbitro: \| Robel \| |
| Arbitro:                                       | Robel           |               |        |                                                            |

| Arbitro: | Koop |

|             |           |                              |
| Bellomo 64’ | Marcatori | 2’, 53’ Mason 52’, 63’ Jović |

| Arbitro: | Reimer |

|                              |           |             |
| Jović 17’ (rig.) Rusayev 88’ | Marcatori | 86’ Vašíček |

| Arbitro: | Sather |

|         |           |           |
| Lau 44’ | Marcatori | 23’ Jović |

| Arbitro: | Wehnert |

|                            |           |  |
| Härtel 60’ Preiksaitis 61’ | Marcatori |  |

| Arbitro: | Gräfe |

|                           |           |  |
| Schwesinger 21’ Jović 78’ | Marcatori |  |

| Arbitro: | Cyrklaff |

|  |           |                      |
|  | Marcatori | 31’ Treitl 80’ Mason |

| Jena 22 aprile 2000, ore 14:00 CEST 29ª giornata | Carl Zeiss Jena | 0 – 0 referto | Dresdner SC | Ernst-Abbe-Sportfeld (6 050 spett.)\| Arbitro: \| Fleske \| |
| Arbitro:                                         | Fleske          |               |             |                                                             |

| Arbitro: | Sax |

|               |           |                       |
| Brestrich 90’ | Marcatori | 32’ Lischke 51’ Mason |

| Arbitro: | Zschoke |

|                           |           |            |
| Noll 14’ Jović 43’ (rig.) | Marcatori | 59’ Jaekel |

| Arbitro: | Reck |

|                     |           |                                    |
| Fuchs 21’ Prest 30’ | Marcatori | 0’ Jović 23’ Schön 90’ Schwesinger |

| Arbitro: | Voigt |

|                      |           |            |
| Sugzda 10’ Schön 37’ | Marcatori | 59’ Köcher |

| Arbitro: | Wagner |

|                       |           |  |
| Liebers 60’ Fritz 67’ | Marcatori |  |

### Coppa di Germania
| Arbitro: | Lange |

|            |           |                      |
| Hempel 78’ | Marcatori | 2’ Ruman 71’ Lamptey |

## Statistiche

### Statistiche di squadra
| Competizione         | Punti | In casa | In casa | In casa | In casa | In casa | In casa | In trasferta | In trasferta | In trasferta | In trasferta | In trasferta | In trasferta | Totale | Totale | Totale | Totale | Totale | Totale | DR  |
| Competizione         | Punti | G       | V       | N       | P       | Gf      | Gs      | G            | V            | N            | P            | Gf           | Gs           | G      | V      | N      | P      | Gf     | Gs     | DR  |
| -------------------- | ----- | ------- | ------- | ------- | ------- | ------- | ------- | ------------ | ------------ | ------------ | ------------ | ------------ | ------------ | ------ | ------ | ------ | ------ | ------ | ------ | --- |
| Regionalliga nordest | 58    | 17      | 8       | 7       | 2       | 25      | 15      | 17           | 8            | 3            | 6            | 28           | 20           | 34     | 16     | 10     | 8      | 53     | 35     | +18 |
| Coppa di Germania    | -     | 1       | 0       | 0       | 1       | 1       | 2       | 0            | 0            | 0            | 0            | 0            | 0            | 1      | 0      | 0      | 1      | 1      | 2      | -1  |
| Totale               | 58    | 18      | 8       | 7       | 3       | 26      | 17      | 17           | 8            | 3            | 6            | 28           | 20           | 35     | 16     | 10     | 9      | 54     | 37     | +17 |

### Andamento in campionato
| Giornata  | 1 | 2  | 3  | 4  | 5  | 6 | 7 | 8 | 9  | 10 | 11 | 12 | 13 | 14 | 15 | 16 | 17 | 18 | 19 | 20 | 21 | 22 | 23 | 24 | 25 | 26 | 27 | 28 | 29 | 30 | 31 | 32 | 33 | 34 |
| --------- | - | -- | -- | -- | -- | - | - | - | -- | -- | -- | -- | -- | -- | -- | -- | -- | -- | -- | -- | -- | -- | -- | -- | -- | -- | -- | -- | -- | -- | -- | -- | -- | -- |
| Luogo     | T | C  | T  | C  | T  | C | T | C | C  | T  | C  | T  | C  | T  | C  | T  | C  | C  | T  | C  | T  | C  | T  | C  | T  | T  | C  | T  | C  | T  | C  | T  | C  | T  |
| Risultato | N | N  | P  | N  | N  | V | V | P | P  | P  | N  | P  | N  | P  | V  | V  | N  | V  | V  | V  | V  | N  | V  | V  | N  | P  | V  | V  | N  | V  | V  | V  | V  | P  |
| Posizione | 7 | 10 | 14 | 15 | 15 | 9 | 5 | 9 | 14 | 15 | 14 | 15 | 16 | 16 | 15 | 12 | 13 | 11 | 9  | 9  | 7  | 8  | 7  | 6  | 7  | 7  | 6  | 6  | 6  | 6  | 5  | 5  | 4  | 4  |

Legenda:

Luogo: C = Casa; T = Trasferta. Risultato: V = Vittoria; N = Pareggio; P = Sconfitta.

### Statistiche dei giocatori
| Giocatore      | Regionalliga | Regionalliga | Regionalliga | Regionalliga | Coppa di Germania | Coppa di Germania | Coppa di Germania | Coppa di Germania | Totale   | Totale | Totale      | Totale     |
| Giocatore      | Presenze     | Reti         | Ammonizioni  | Espulsioni   | Presenze          | Reti              | Ammonizioni       | Espulsioni        | Presenze | Reti   | Ammonizioni | Espulsioni |
| -------------- | ------------ | ------------ | ------------ | ------------ | ----------------- | ----------------- | ----------------- | ----------------- | -------- | ------ | ----------- | ---------- |
| P. Azevedo     | 8            | 0            | 2            | 0            | 1                 | 0                 | 0                 | 0                 | 9        | 0      | 2           | 0          |
| S. Barich      | 18           | 0            | 0            | 0            | 0                 | 0                 | 0                 | 0                 | 18       | 0      | 0           | 0          |
| K. Benedyk     | 0            | 0            | 0            | 0            | 0                 | 0                 | 0                 | 0                 | 0        | 0      | 0           | 0          |
| F. Berger      | 0            | 0            | 0            | 0            | 0                 | 0                 | 0                 | 0                 | 0        | 0      | 0           | 0          |
| T. Findeisen   | 24           | 0            | 4            | 0            | 0                 | 0                 | 0                 | 0                 | 24       | 0      | 4           | 0          |
| T. Friedrich   | 17           | 0            | 1            | 2            | 1                 | 0                 | 0                 | 0                 | 18       | 0      | 1           | 2          |
| S. Fröhner     | 5            | 0            | 1            | 0            | 0                 | 0                 | 0                 | 0                 | 5        | 0      | 1           | 0          |
| T. Gerstner    | 4            | 0            | 0            | 0            | 1                 | 0                 | 0                 | 0                 | 5        | 0      | 0           | 0          |
| R. Hanuš       | 7            | 1            | 3            | 0            | 1                 | 0                 | 0                 | 0                 | 8        | 1      | 3           | 0          |
| S. Hartung     | 8            | 0            | 0            | 0            | 0                 | 0                 | 0                 | 0                 | 8        | 0      | 0           | 0          |
| C. Hauser      | 32           | 4            | 15           | 0            | 0                 | 0                 | 0                 | 0                 | 32       | 4      | 15          | 0          |
| D. Hempel      | 34           | 2            | 11           | 0            | 1                 | 1                 | 1                 | 0                 | 35       | 3      | 12          | 0          |
| T. Jaworek     | 8            | 0            | 2            | 1            | 1                 | 0                 | 0                 | 0                 | 9        | 0      | 2           | 1          |
| A. Jović       | 17           | 11           | 4            | 0            | 0                 | 0                 | 0                 | 0                 | 17       | 11     | 4           | 0          |
| S. Kaiser      | 14           | 0            | 1            | 0            | 1                 | 0                 | 0                 | 0                 | 15       | 0      | 1           | 0          |
| S. Kaschuba    | 1            | 0            | 0            | 0            | 0                 | 0                 | 0                 | 0                 | 1        | 0      | 0           | 0          |
| A. Keller      | 34           | 0            | 2            | 0            | 0                 | 0                 | 0                 | 0                 | 34       | 0      | 2           | 0          |
| K. Kowalik     | 8            | 0            | 4            | 0            | 0                 | 0                 | 0                 | 0                 | 8        | 0      | 4           | 0          |
| H. Lischke     | 13           | 2            | 0            | 0            | 0                 | 0                 | 0                 | 0                 | 13       | 2      | 0           | 0          |
| A. Marković    | 7            | 1            | 0            | 0            | 0                 | 0                 | 0                 | 0                 | 7        | 1      | 0           | 0          |
| M. Mason       | 12           | 5            | 1            | 1            | 0                 | 0                 | 0                 | 0                 | 12       | 5      | 1           | 1          |
| E. Noll        | 25           | 1            | 8            | 0            | 1                 | 0                 | 0                 | 0                 | 26       | 1      | 8           | 0          |
| T. Nowacki     | 1            | 0            | 0            | 0            | 0                 | 0                 | 0                 | 0                 | 1        | 0      | 0           | 0          |
| J. Nowotny     | 17           | 3            | 1            | 0            | 1                 | 0                 | 0                 | 0                 | 18       | 3      | 1           | 0          |
| R. Pivarník    | 10           | 1            | 1            | 0            | 1                 | 0                 | 0                 | 0                 | 11       | 1      | 1           | 0          |
| N. Quade       | 3            | 0            | 2            | 0            | 0                 | 0                 | 0                 | 0                 | 3        | 0      | 2           | 0          |
| D. Raičković   | 26           | 0            | 6            | 1            | 0                 | 0                 | 0                 | 0                 | 26       | 0      | 6           | 1          |
| M. Rusayev     | 27           | 8            | 4            | 0            | 1                 | 0                 | 1                 | 0                 | 28       | 8      | 5           | 0          |
| A. Schwesinger | 20           | 2            | 1            | 0            | 0                 | 0                 | 0                 | 0                 | 20       | 2      | 1           | 0          |
| F. Schön       | 13           | 2            | 4            | 1            | 0                 | 0                 | 0                 | 0                 | 13       | 2      | 4           | 1          |
| G. Sugzda      | 17           | 3            | 2            | 0            | 0                 | 0                 | 0                 | 0                 | 17       | 3      | 2           | 0          |
| S. Treitl      | 29           | 4            | 2            | 0            | 1                 | 0                 | 0                 | 0                 | 30       | 4      | 2           | 0          |
| H. Weber       | 8            | 2            | 2            | 0            | 1                 | 0                 | 0                 | 0                 | 9        | 2      | 2           | 0          |
| J. Weißgärber  | 0            | 0            | 0            | 0            | 1                 | 0                 | 0                 | 0                 | 1        | 0      | 0           | 0          |